# Егирдир
Егирдир (среща се и под името Егридир) (на турски Eğirdir Gölü) е сладководно езеро в Югозападна Турция, във вилаета Ъспарта. Езерото е разположено в северозападните части на планината Тавър, в междупланинска котловина на 917 m н.в. Дължина от север на юг 50 km, ширина до 18 km, дълбочина до 16,5 m и площ от 468 km² (заедно с обособения на север езерен участък под името Хойран). Бреговете на южната му част са стръмни, а в северната (Хойран) – предимно полегати. Водата в езерото е прясна, въпреки отсъствието на постоянно подхранващи го реки. Предполага се, че чрез подземни карстови реки то се оттича и подхранва изворите на река Бююк Мендерес на запад, поради което водата му циркулира и остава постоянно сладководна. На южния му бряг е разположен едноименния град Егирдир.
В езерото има два острова, свързани със сушата с високо издигнати шосета. На единия, Ешил Ада, до 1923 е живеела гръцка общност преди размяната на население между двете страни.